# Monitor

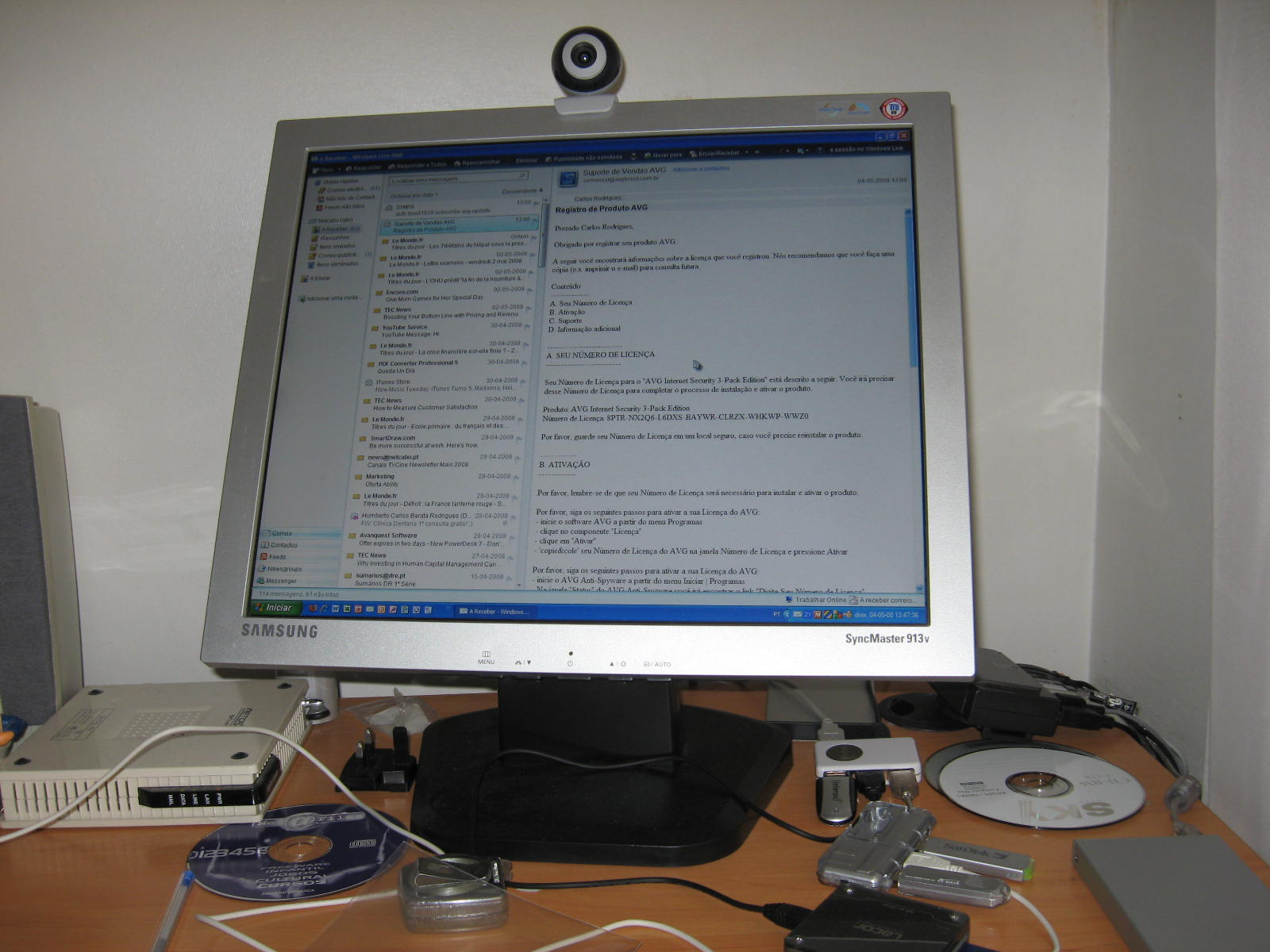
Samsung LCD monitor

A monitor a számítógép megjelenítő perifériája. A monitort VGA, DVI, HDMI vagy DisplayPort monitorkábel köti össze a videóadapterrel, mely utasításai alapján jeleníti meg a kívánt képet.
A számítógép folyamatosan küld jeleket a videoadapternek, hogy milyen karaktert, képet, vagy grafikát kell megjeleníteni. Az adapter átfordítja ezt olyan pixelekké, melyek segítségével a monitor meg tudja jeleníteni a képet.
A kezdetben a monitorok fekete-fehérek, illetve fekete-zöld (monokrómok) voltak. A CGA, majd az EGA szabvány megjelenésével megjelentek a több (16, illetve 256 színt) támogató monitorok. Majd a VGA szabványtól számítva jelentek meg a színes monitorok. A CRT-monitoroknál probléma volt a sugárzás egészségkárosító hatása, de a mai katódsugárcsöves monitorok mind Low Radiation, azaz alacsony sugárzásúak, ezért egészségre nem károsak. A monitoron megjelenített kép pixelekből áll (Picture Element). A pixel lényegében egy pont, ezek alkotják a képernyőmátrixot. Minél több ilyen apró pontból áll a kép, értelemszerűen annál élesebb. Ma a legjobban elterjedt felbontás az 1920 × 1080 (a webfelületek többségét is ilyen méretűre optimalizálják) de grafikai alkalmazásokhoz vagy egyéb speciális célokra az 1600 × 1200 pixeles felbontás is gyakori. A megjelenítés két üzemmódban történhet:
- karakteres: a képernyő csak karaktereket képes megjeleníteni, a képernyő karakterhelyekre van osztva, ez számítógépenként változó.
- grafikus: a megjelenített kép nem csak karaktereket tartalmaz, hanem a teljes képernyőt betöltő grafikus felületet definiál, ahol a képpontokat külön-külön kezeli.

A ma elterjedt operációs rendszerek általában grafikus üzemmódban működnek, de a számítógépek bekapcsolásakor – az operációs rendszer indulása előtt – még az egyszerűbb, karakteres üzemmódban jelzik ki az üzeneteket. Olyan nagygépes rendszereknél, ahol nem elsődleges cél a grafikus megjelenítés, egyes monitormeghajtók továbbra is csak karakteres üzemmódban dolgoznak. Linux operációs rendszer esetén a karakteres felület mellett a grafikus felület párhuzamosan, teljes értékűen, programok futtatására használható. (A grafikus felület nem vesz részt a tényleges működésben.)

## A monitorok főbb paraméterei

Megjelenítési szabványok diagramja

- megjelenítő típusa: LCD, CRT, OLED, PDP.
- képátló: a monitor egyik sarkától a szemközti sarkáig terjedő távolság, hüvelykben (inch = 2,54 cm) mérik.
- képarány: a kijelző oldalhosszúságainak aránya. 5:4-től 21:9-ig terjed. A legáltalánosabb a 4:3-hoz arány, szélesvásznú képernyőnél pedig a 16:10-hez vagy a 16:9-hez arány. Mostanság terjedt el a 21:9 "Ultra Wide" (ultraszéles) képarány.
- kontraszt: a részletgazdagságot jellemző tulajdonság (250–1000:1). Értéke a legfényesebb és a legsötétebb pixel fényerejének hányadosa.
- válaszidő: LCD-paneles monitorok jellemzője, ezredmásodpercben (ms) mért időegység. Azt az időt jelöli, amennyi ahhoz kell, hogy egy képpont fényereje megváltozzon. A lassú válaszidő (12 ms-nál hosszabb) akkor lehet zavaró, ha a monitoron gyors változásokat kell megjeleníteni.
- fényerő: a monitor fényességét jellemzi. (Milyen fényes az elektronok felvillanása (CRT), milyen erős, fényes a háttérvilágítás (LCD). Például: 250 cd/m².)
- maximális felbontás: maximálisan mekkora felbontásra állítható. TN, IPS, xVA paneleknél a pixelek darabszáma, pl.: 1920 × 1080 esetén 2 Mp (2 073 600).
- megjeleníthető színek száma: megjeleníthető színárnyalatok száma (színmélység). Általában ez 24 bit, 16,7 millió (224) színt tud megjeleníteni egy ilyen monitor, de gyakran „csak” 16,2 milliót.
- látószög: az a paraméter mely megadja, hogy a monitor milyen szögből látható. Általában két adattal jellemzik, az első a horizontális (vízszintes), második a vertikális (függőleges) adat. Például: H:160°/ V:150°
- optimális felbontás: szintén LCD-panellel szerelt monitorok tulajdonsága. A LCD-panel fizikailag kialakított felbontását jelöli. Többnyire ez a felbontás egyben az ilyen monitorok maximális felbontása is.

## A monitorok négy leggyakoribb technológiája

### CRT
CRT (Cathode Ray Tube) A hagyományos katódsugárcsöves képernyő. Az első működőképes televíziót 1926. január 26-án Londonban mutatták be. Az első színes adást 1928. július 3-án továbbították nagy távolságra. A technika feltalálója Karl Ferdinand Braun volt, aki 1897-ben már meg tudott jeleníteni így egy képpontot. (Ezért régi neve a Braun-cső.) A töltéscsatolt elvű CRT tévé és kamera feltalálója Tihanyi Kálmán volt (1928).
Működési elve: A CRT monitorban egy katódsugárcső található, elektronágyúval az egyik végén, foszforral bevont képernyővel a másik végén. Az elektronágyú elektronnyalábot lő ki, ezt elektromágneses térrel térítik el. Az elektronnyaláb a foszforborításba ütközik és felvillan, majd elhalványodik. Ha elég gyorsan követik egymást az elektronnyalábok, akkor az a pont nem halványodik el. Tehát az elektronágyúk írnak a képernyőre a számítógép utasításának megfelelően, balról jobbra, egy másodperc alatt többször is frissítve a képpontokat.
Az első monitorok egyetlen szín árnyalatait tudták megjeleníteni (monokróm): a fekete-fehér mellett a borostyán sárga és a zöld színűek is elterjedtek voltak.
Azt, hogy másodpercenként hányszor frissíti a képpontokat, képfrissítési frekvenciának nevezzük. (A CRT monitoroknál a képfrissítési frekvencia egy kicsit mást jelent, lásd az LCD monitornál.) Ezt Hertzben adjuk meg. A mai monitorok 60–130 hertzesek. A színes monitoroknak három alapszíne van: a piros, a zöld, és a kék (RGB). Ezek keverésével bármelyik szín előállítható. Mindegyik színhez tartozik egy elektronágyú.

### LCD / TFT
LCD (Liquid Crystal Display) Folyadékkristályos képernyő. A folyadékkristályos kijelzők őse a kvarcórákban fordult elő először. Folyadékkristállyal már 1911 óta kísérleteznek, működő LCD monitor az 1960-as években készült először.
Az LCD működési elve: két, belső felületén mikronméretű árkokkal ellátott átlátszó lap közé folyékony, kristályos anyagot helyeznek, amely nyugalmi állapotában igazodik a belső felület által meghatározott irányhoz, így csavart állapotot vesz fel. A kijelző első és hátsó oldalára egy-egy polárszűrőt helyeznek, amelyek a fény minden irányú rezgését csak egy meghatározott síkban engedik tovább. A csavart elhelyezkedésű folyadékkristály különleges tulajdonsága, hogy a rá eső fény rezgési síkját elforgatja. Ha hátul megvilágítják a panelt, akkor a hátsó polarizátoron átjutó fényt a folyadékkristály elforgatja (innen ered a Twisted Nematic,  TN megnevezés), így a fény az első szűrőn átjut, és világos képpontot kapunk. Ha a kristályokra feszültséget kapcsolunk, nem forgatják el a fényt, az eredmény pedig fekete képpont. A polárszűrő elé már csak egy színszűrőt kell helyezni. Előfordulhat a gyártás tökéletlensége miatt, hogy a képernyőn halott vagy „beragadt” képpontokat találunk. Ez a pixelhiba.
TFT (Thin Film Transistor) Vékonyfilm Tranzisztor. Az LCD technológián alapuló TFT minden egyes képpontja egy saját tranzisztorból áll, a két üvegfelületre felvitt átlátszó elektróda között elektromos teret létesít, hatására az elektródák között elhelyezkedő folyadék kristályai párhuzamossá rendeződnek, így nem engedik át a  polarizált fényt. A tévhittel ellentétben a tranzisztorok aktív állapotban nem bocsátanak ki fényt. Az LCD-panellel megegyező LED-es, CCFL (Cold Cathode Fluorescent Lamp) hidegkatódos fénycsőves vagy EEFL (External Electrode Fluorescent Lamp) külső elektródás fénycsöves háttérvilágítás szükséges a működéséhez. Az ilyen kijelzőket gyakran aktív-mátrixos LCD-nek is szokás nevezni.

### PDP
PDP (Plasma Display Panel) A PDP, egyszerűbb nevén plazmakijelzők első, monokróm típusát 1964-ben a Plató Computer System készítette el, Gábor Dénes plazmával kapcsolatos kutatásai nyomán. Később, 1983-ban az IBM készített egy 19" méretű monokróm, 1992-ben pedig a Fujitsu egy színes, 21 hüvelykes változatot. Az első plazmatelevíziót a Pioneer mutatta be 1997-ben. Jelenleg is folyik a gyártók versenye a minél nagyobb képátlóért: már a 100 hüvelyket is bőven meghaladják a legnagyobb kijelzők.
Működési elve: A PDP működése az LCD-nél is egyszerűbb. A cél az, hogy a három alapszínnek megfelelő képpont fényerejét szabályozni lehessen. A PDP-nél a képpontok a CRT-hez hasonlóan látható fényt sugároznak ki, ha megfelelő hullámhosszú fény éri őket. Ebben az esetben a neon és xenon gázok keverékének nagy UV-sugárzással kísért ionizációs kisülése készteti a képpont anyagát színes fény sugárzására, pont úgy, mint a neoncsövekben. Mivel minden egyes képpont egymástól függetlenül, akár folyamatos üzemben vezérelhető, a monitor villódzástól mentes, akár 10 000:1 kontrasztarányú, tökéletes színekkel rendelkező képet is adhat, bármely szögből nézve. A PDP fogyasztása vetekszik a CRT monitorokéval, a régebbi típusok képernyője viszont előszeretettel beég. A gázkisülésnek helyet adó parányi cső ugyanúgy használódik, mint az LCD-kben lévő egyébként cserélhető, a háttér világításáért felelős fénycső: az első kétezer órában erőteljes fénye lassan csökkenni kezd, de az újabbak akár 60 000 órát is kibírnak.

## Vezérlésük
A monitorokat a videókártyák vezérlik. A processzor elküldi a videókártyának azt a képet, amit meg kell jeleníteni, a videókártya pedig a monitor számára is értelmezhető jellé alakítja azt. Az olyan műveleteknek, mint élsimítás, árnyékolás, komoly számítási igényei vannak, ezért a grafikus kártyáknak több feldolgozó egységük, külön grafikus processzoruk (GPU – Graphics Processing Unit), illetve jelentős memóriájuk van (64 MB – 12 GB, GDDR 2/3/4/5/HBM). A grafikus kártyák régebbi szabványa a VGA, és bár ez már nem használatos, a videókártyákat sokan még mindig VGA-nak, vagy VGA-kártyának hívják. (Manapság használatos szabvány például az XGA.) A videókártya AGP (Accelarated Graphics Port) vagy PCI Express kapun keresztül csatlakozik az alaplaphoz.
A monitor kapcsolódása a videókártyához történhet:
- analóg D-SUB (D-subminiature)
- digitális DVI (Digital Visual Interface), ill. Display Port
- a nagy felbontású tartalmak miatt kifejlesztett HDMI-n (High-Definition Multimedia Interface) keresztül.